# Amund O. Ringsrud
Amund Olson Ringsrud (* 13. September 1854 in Segalstad, Norwegen; † 8. Januar 1931 in Elk Point, South Dakota, Vereinigte Staaten) war ein US-amerikanischer Kaufmann, Geschäftsmann und Politiker.

## Werdegang
Amund Olson Ringsrud, Sohn von Ole O. Ringsrud († 1876) und seiner Ehefrau Karen (1822–1914), geborene Amundson, wurde während der Regierungszeit des schwedischen Königs Oskar I. in Norwegen geboren, welches damals eine Union mit Schweden bildete. Er hatte drei Geschwister. Über seine Kindheit ist nichts bekannt. Die Familie Ringsrud wanderte 1867 in die Vereinigten Staaten aus. Sie zog in das damalige Dakota-Territorium und ließ sich im Union County nieder. Ein Großteil des Landes war zu jener Zeit noch im Besitz der Regierung. Ole O. Ringsrud besaß 160 Acres Land im Brule Township, wo seine Familie der Landwirtschaft nachging. Die Familie gehörte der evangelisch-lutherischen Kirche an.
Nachdem die Familie in das Dakota-Territorium zog, besuchte Ringsrud dort eine kurze Zeit lang die öffentliche Schule. Danach arbeitete er auf der Farm seines Vaters bis zu seinem sechzehnten Lebensjahr. Zu jener Zeit entschied er sich eine Laufbahn als Kaufmann einzuschlagen. Daher trat er eine Anstellung in einer Schreiberstelle eines Gemischtwarenladens in Elk Point an, dem Verwaltungssitz vom Union County. Dort war er achteinhalb Jahre tätig. In dieser Zeit erwarb er umfassende, praktische Kenntnisse, welche die Grundlage für seinen späteren Erfolg wurden.
1876 heiratete er Miss Emma F. Snyder aus New Hampton (Iowa). Das Paar hatte zwei Töchter und einen Sohn: Grave Ellen, Sella May und Alfred H.
Ringsrud betätigte sich aktiv auf der politischen Bühne. Infolge seiner Fähigkeiten wählten ihn seine Mitbürger 1878 zum Registrar of Deeds vom Union County. Ringsrud wurde zweimal in Folge wiedergewählt und bekleidete den Posten sechs Jahre lang. Danach wurde er zum County Treasurer vom Union County gewählt. Er wurde einmal wiedergewählt und bekleidete den Posten vier Jahre lang. 1889 wurde er zum Secretary of State des neu gegründeten Bundesstaates South Dakota gewählt. Ringsrud war die erste Person, welche den Posten bekleidete. Er wurde einmal wiedergewählt und bekleidete den Posten vier Jahre lang.
Im Jahr 1885 gründete er in Elk Point ein Handelsunternehmen, welches er 1896 unter dem Namen Ringsrud Mercantile Company handelsgerichtlich eintrug. Die Wirtschaftskrise von 1893 überschattete die letzten Jahre.
Ringsrud kandidierte 1896 als Republikaner für den Posten des Gouverneurs von South Dakota. Bei den Wahlen erlitt er eine Niederlage gegenüber seinem Herausforderer Andrew E. Lee von der Populist Party. Der Stimmenabstand zwischen beiden Kandidaten betrug nur 319 Stimmen. Danach vertrat er seinen County als ein Committeeman von der Republikanischen Partei.
In der Folgezeit widmete er den Großteil seiner Zeit seinen wachsenden kommerziellen Interessen. Ringsrud führte ein sehr großes und sorgfältig ausgewähltes Warensortiment, um die vielfältigen Bedürfnisse seiner Kunden zu bedienen. Daneben saß er im Verwaltungsrat der Union County Bank.
Ringsrud nahm im Jahr 1912 als Ersatzmann und in den Jahren 1916, 1924 und 1928 als Delegierter an den Republican National Conventions von South Dakota teil. Dabei saß er 1924 und 1928 jeweils im Credentials Committee. Bei den Präsidentschaftswahlen des Jahres 1920 war er republikanischer Wahlmann in South Dakota.
Er war eine Führungspersönlichkeit in den Freimaurerkreisen. In diesem Zusammenhang war er Mitglied in der Elk Point Lodge Nr. 3 (Free and Accepted Masons), Vermillion Chapter Nr. 21 (Royal Arch Masonry), De Molay Commandery (Knight Templar) aus Yankton, Oriental Consistory Nr. 1 (Ancient & Accepted Scottish Rite of Freemasonry) aus Yankton und El Riad Temple (Ancient Arabic Order of the Nobles of the Mystic Shrine) aus Sioux Falls. Daneben war er ein aktives Mitglied und Präsident vom Elk Point Commercial Club.